# Айзупенка
Айзупенка — упразднённая деревня в Зейском районе Амурской области России.

## География
Урочище находится в центральной части Амурской области, на левом берегу протоки Айзупенская реки Зеи, к западу от автодороги 10К-057, на расстоянии примерно 36 километров (по прямой) к юго-западу от города Зея, административного центра района.

## История
По данным 1926 года в деревне имелось 35 хозяйств (31 крестьянского типа и 4 прочих) и проживало 136 человек (72 мужчины и 64 женщины). В национальном составе населения преобладали латыши. В административном отношении входила в состав Берёзовского сельсовета Зейского района Зейского округа Дальневосточного края.